# Seligerskaja (stanice metra v Moskvě)
Seligerskaja (rusky Селигерская) je stanice moskevského metra na Ljublinsko-Dmitrovské lince. Byla zprovozněna v rámci úseku Petrovsko-Razumovskaja - Seligerskaja, do 7. září 2023, kdy došlo k prodloužení linky do stanice Fiztěch, se jednalo o severní konečnou stanicí linky. Je pojmenována podle ulice, která se nachází nedaleko, jejíž jméno připomíná jezero Seliger, kde se odehrávaly boje mezi sovětskou a nacistickou armádou v rámci bitvy o Moskvu.

## Charakter stanice
Stanice Seligerskaja se nachází ve čtvrti Beskudnikovskij rajon (Бескудниковский район)  v její západní části u hranic se čtvrtí Zapadnoje Degunino (Западное Дегунино) u Dmitrovského šosse (Дмитровское шоссе) poblíž místa, kde se z něj odděluje Korovinskoje šosse (Коровинское шоссе). Stanice disponuje dvěma podzemními vestibuly, z jižního východy směřují na Korovinskoje šosse, obě strany Dmitrovského šosse a na Tumaňanovo náměstí (Площадь Туманяна), ze severního vestibulu východy směřují k budoucím dopravně-přestupnímu uzlu. 
Vestibuly jsou s nástupištěm propojeny prostřednictvím eskalátorů. Střední loď stanice tvoří enfiláda hal, výška stropu ve střední části dosahuje 12 metrů. Výzdobu zajišťují především trojúhelníkové různobarevné kompozitní panely, které můžeme najít na stěnách nástupiště i na bočních stěnách hlavní lodi. Pro obložení základen na bočních stěnách nástupišť bylo využita žula gabro. Ta byla použita spolu s dalšími druhy žuly použita i pro obložení podlahy. Pro obložení dolní poloviny sloupů byl využit travertin s vertikálními vložkami z nerezové oceli, horní polovina sloupů byla obložena kompozitními materiály stejné barvy jako travertin. Osvětlení stanice zajišťují svítidla umístěná na všech 38 sloupech jak ve směru do centrální lodě stanice tak i na nástupiště. Vestibuly jsou koncipovány stejně jako stanice - tj. trojlodní. Nadzemní pavilony jsou charakteristické tím, že jsou postaveny v secesním stylu, čímž mají připomínat pařížské metro.
U severního vestibulu bude vybudován čtyřpodlažní dopravně-přestupní uzel Seligerskaja, který bude v sobě kromě metra zahrnovat meziměstské autobusové nádraží o celkovém ploše 150 tisíc m2, stanoviště pro taxi, nákupní centrum a kanceláře. K dispozici zde bude parkoviště pro 2000 aut i parkoviště pro kola. Tento uzel se stane konečnou stanicí pro pozemní veřejnou dopravu z blízkých čtvrtí. Stavba se plánuje dokončit do roku 2024.  